# Commius (hémiptère)
Genre
Commius est un genre d'insectes hémiptères du sous-ordre des hétéroptères (punaises), de la famille des Pentatomidae, de la sous-famille des Pentatominae et de la tribu des Diemeniini.

## Liste des espèces
- Commius elegans (Donovan, 1805)
- Commius minor Bergroth, 1905

## LIens externes
- (en) BioLib : Commius
- (en) Commius sur le site "Atlas of Living Australia"